# Мойташ-Венда
Мойташ-Венда (порт. Moitas Venda) — район (фрегезия) в Португалии, входит в округ Сантарен. Является составной частью муниципалитета Алканена. По старому административному делению входил в провинцию Рибатежу. Входит в экономико-статистический субрегион Медиу-Тежу, который входит в Центральный регион. Население составляет 1005 человек на 2001 год. Занимает площадь 6,70 км².
Покровительницей района считается Святая Марта (порт. Santa Marta).